# Local Descriptor Table
La Local Descriptor Table (Tabella Locale dei Descrittori) o semplicemente LDT  è una tabella di memoria usata nelle architetture x86 in modalità protetta e contenente i descrittori di segmento della memoria: grandezza, eseguibilità, scrivibilità, accesso privilegiato, presenza attuale in memoria etc..
La LDT è strettamente connessa con la Global Descriptor Table.